# ミクロコスモス (ミュージカル劇団)
ミクロコスモスはジュニアミュージカルの劇団。団員は小学生から高校生ぐらいまでで、ミュージカルの公演を行っていた。

## 概要
1997年5月に旗揚げ公演『チェンナムの夢』を上演（結成はその前年）。演出は、1990年代初頭にアルゴミュージカルの演出を行っていた犬石隆が担当した。その後も以下に挙げるような公演を行い、2001年頃まで公演があったが、現在は事実上、解散状態。
演出・犬石隆、音楽・玉麻尚一、メインの役を団員が演じ、これに数人の大人キャストが加わり、アンサンブルをジュニアミュージカルワークショップ「ダンススクエア代官山」のメンバーが行うという形式の公演が多かった。公演によっては、主役級のジュニアキャストを団員以外が演じることもあった（1999年夏の名塚佳織など）。

## 上演作品
- 『チェンナムの夢』（1997年〜1999年）
何度も再演をしている。地方公演も行われ、テレビ放送された回もある。
- 『金色のおさかな』（1997年）
- 『Pretty School Party』（1998年）
- 『鏡のキューピッド』（1998年、1999年）
- 『極楽金魚』（1998年、1999年）
- 『プリンセス・ハムレット』（2000年）
- 『ネネム』（2001年）

## 主な元団員
- 今井沙那恵
- 江口舞
- 加藤裕月
- 古賀久美子 - アナウンサーとは別人
- 小山菜穂
- 近藤久美絵
- 酒匂瑠李
- 澤本華世子
- 山城結布
- 山本夏海
- 渡辺早智子